# Monospace
Monospace è un carattere Unicode monospazio, creato da George Williams. Presenta, oltre alla sua versione roman, anche l'italico e il grassetto. Lo stile ricorda quello delle macchine da scrivere.

## Famiglie di glifi presenti
Il set di caratteri contiene 2.862 glifi, includendo vari alfabeti e diversi simboli Unicode:
- Latino standard e caratteri latino standard supplementari
- Alfabeto latino esteso A e B, caratteri latino esteso supplementari
- Greco e Greco Esteso
- Cirillico
- Ebraico
- Accentazione estesa per i caratteri latini e per i simboli
- Lettere per modifica della spaziatura
- Estensioni dell'Alfabeto Fonetico Internazionale, anche noto come IPA
- Apici e pedici
- Punteggiatura, simboli di valuta, simboli tecnici vari e simboli vari simili o meno a lettere
- Numeri e operatori matematici
- Simboli grafici di controllo per i codici
- Caratteri alfanumerici detti enclosed, cioè racchiusi tra forme geometriche quali cerchi positivi o negativi, tra parentesi, eccetera
- Frecce, Box, forme geometriche e separatori
- Format di presentazione di caratteri alfanumerici sia estesi che non

Monospace è un carattere non-proporzionale.
Il nome porta spesso a confonderlo con la famiglia di caratteri che ha lo stesso nome in inglese.